# Toulões
Toulões es una freguesia portuguesa del concelho de Idanha-a-Nova, con 36,76 km² de superficie y  habitantes (2001). Su densidad de población es de 8,7 hab/km².